# Guillaume Louis Cottrau
Guillaume-Louis Cottrau ou Guglielmo Cottrau est un compositeur et éditeur franco-napolitain, né à Paris le 10 août 1797 et décédé à Naples le 31 octobre 1847.

## Biographie
Guillaume Louis Cottrau est né en France de parents français, mais obtenu la citoyenneté du royaume des Deux-Siciles.
Arrivé à Naples avec son père qui servit Murat, roi de Naples, il entreprit de publier Passatempi Musicali, une collection de chansons napolitaines, certaines de sa composition. Il permit de faire connaître à l'étranger la musique napolitaine. 
Un de ses thèmes fut repris par Franz Liszt pour sa Tarentelle napolitaine[réf. nécessaire].
Il est le père du compositeur et poète de Teodoro Cottrau.